# 20-та загальновійськова армія (РФ)
20-та гвардійська загальновійськова армія — військове об'єднання Сухопутних військ Збройних сил Росії чисельністю в армію. Перебуває у складі Західного військового округу. Штаб армії — м. Воронеж, Воронезька область.
В середині 2000-х штаб армії знаходився у с. Муліно (Нижньогородська область). У 2014 році підрозділи армії брали участь у агресії проти України, а сама армія була переведена у Вороніж.

## Історія
1 вересня 1994 року утворено 20-й гвардійський армійський корпус на базі 20-ї гвардійської загальновійськової армії.
Командування 20-ї армії, яке знаходилося у Муліно (в 67 км західніше Нижнього Новгорода) з 2010 до 2014 року, об'єднувало основні сили Західного військового округу.
У її складі були відновлені 2013 року:
- 2-га Таманська мотострілецька дивізія
- 4-та гвардійська Кантемирівська танкова дивізія

2014 року у зв'язку з початком російської агресії проти України 20-та армія була переведена у Вороніж.
23 лютого 2016 року у оприлюдненому Bellingcat розслідуванні відповідальних за збиття пасажирського рейсу MH17 під Донецьком був зазначений командувач 20-ї армії у 2014 році Олександр Чайко.
У 2018 році російське видання Новая газета опублікувало статтю щодо поховань російських військовослужбовців, що загинули з 2014 року, в тому числі і в Україні. На основі статті OSINT-пошуковці встановили, що підполковник 20-ї армії Роман Михайлов розбився у ДТП в окупованому Росією м. Алчевськ у серпні 2015 року. Його автомобіль зіткнувся із військовою вантажівкою «Урал» 14-го батальйону «Призрак». Роман Михайлов перебував на території України під прізвищем Смирнов.

## Структура

### 2004
- 10-та гвардійська танкова дивізія, в/ч 63453, м. Богучар, Воронезька область;
- 4-та гвардійська Кантемирівська танкова дивізія
- 448--ма ракетна бригада
- 49-та зенітна ракетна бригада
- 53-тя зенітна ракетна бригада
- 238-й мотострілецький полк
- 4344-та гвардійська база зберігання озброєння та техніки, м.Єльня Смоленської області.

### 2015
- 144-та гвардійська мотострілецька Єльнінська Червонопрапорна, ордена Суворова дивізія (Єльня Смоленської області, Клинці Брянської області)
- 9-та червонопрапорна окрема мотострілецька бригада (переведена з Нижнього Новгорода у місто Богучар Воронізької області)
- 23-тя окрема гвардійська мотострілецька Петроковська Волзька козацька бригада (Валуйки Білгородської області)
- 53-тя зенітна ракетна бригада (Курськ, Бук-М1)
- 99-та база зберегання й ремонту військової техніки (Твер, 13-та омсбр)
- 112-та гвардійська ракетна Новоросійська бригада (Шуя)
- 448-ма ракетна бригада (Курськ)
- 69-та окрема бригада матеріально-технічного забезпечення
- 9-та гвардійська Львівсько-Берлінська бригада управління (Вороніж)

### 2019
Управління армії у Воронежі. У складі армії перебувають:
- 3-я мотострілецька Вісленська Червонопрапорна, орденів Суворова і Кутузова дивізія (Валуйки, Богучар)
- 144-та гвардійська мотострілецька Єльнінська Червонопрапорна, ордена Суворова дивізія (Єльня Смоленської області);
- 236-та гвардійська артилерійська бригада (Коломна)[8]
- 448-ма ракетна бригада (Курськ);
- 53-тя зенітна ракетна бригада, в/ч 32406 (Курськ, Бук-М1);
- 9-та гвардійська Львівсько-Берлінська орденів Богдана Хмельницького і Червоної Зірки бригада управління (Вороніж).
- 16-й інженерно-саперний полк (місто Богучар);
- окремий батальйон РЕБ.

## Командування
- (2002—2004) генерал-майор Постніков-Стрєльцов Олександр Миколайович
- (2012—2014) Лапін Олександр Павлович
- (2014—2015) генерал-майор Чайко Олександр Юрійович
- (2015—2016) генерал-майор Кузовльов Сергій Юрійович[9]
- (2016—2017) генерал-майор Нікіфоров Євген Валерійович
- (03.2017—2018) генерал-майор Перязев Олександр Васильович[10]
- (05.2018 — 12.2022) генерал-майор Іванаєв Андрій Сергійович[ru][11]
- 12.2022 — 05.2024 гвардії генерал-лейтенант Ахмедов Сухраб Султанович[12].

### Начальники штабу
- (06.2009 — ???) Теплинський Михайло Юрійович